# Idioma protobereber
El protobereber es la protolengua antecesora de las lenguas bereberes modernas, dada la ausencia de testimonios escritos dicha lengua solo puede conocerse indirectamente mediante reconstrucción lingüística. El protobereber es una lengua afroasiática que muestra mayores similitudes con el grupo semítico y el grupo egipcio.

## Historia
Las lenguas bereberes y el protobereber hipotéticamente reconstruido a partir de ellas muestra características que lo distinguen sistemáticamente del resto de ramas afroasiáticas. Las modernas lenguas bereberes, sin embargo, son bastante similares, lo que sugiere que si bien la separación de protobereber del resto de las otras lenguas afroasiáticas es muy antigua (se estima entre el 8000 y el 7000 a. C.), la diversificación dentro del bereber es mucho más reciente (se estima que comenzó hacia el 1000 a. C.). Louali y Philippson (2003) propusieron, sobre la base de la reconstrucción del léxico relacionado con la ganadería y el pastoraje, que el primer estado del protobereber (protobereber I se habría hablado alrededor del 5000 a. C.) mientras que el siguiente estadio (protobereber II) se habría hablado mucho más recientemente.
En el III milenio a. C., los hablantes de protobereber dispersos en un área que abarcaba desde el centro de África del Norte al Imperio Antiguo de Egipto. En el último milenio a. C., una expansión bereber ulterior habría sido reflejada por los historiadores de la antigua Roma. La última fase de esta expansión habría ocurrido en el primer milenio a. C., cuando los tuareg habría ocupado parte del Sáhara central gracias a la cría de camellos (en el pasado, las regiones septentrionales del Sáhara habrían sido mucho más habitables de lo que lo son actualmente).
El hecho de que el léxico reconstruido incluya la mayor parte de especies domésticas de rumiantes de la región (excepto el camello), sugiere que los hablantes de protobereber ya practicaban ampliamente la ganadería y eran pastores nómadas.

## Descripción lingüística

### Fonología
Algunos intentos tempranos de reconstruir el inventario fonológico del protobereber estaban muy influidos por los estudios sobre las lenguas tuareg, debido a la percepción de que dichas lenguas presentaban gran arcaísmo. Esa percepción ha sido cuestionada y las reconstrucciones más modernas no dependen tanto de los datos del bereber.
Vocales
Karl G. Prasse y Martin Kossmann reconstruyen para el protobereber tres vocales breves /a, i, u/ y cuatro vocales largas /ā, ī, ū, ē/., estos protogenemas tienen los siguientes reflejos en las lenguas bereberes modernas:
| *PROTO- BEREBER | Zenaga | Tuareg / Ghadamès | Figuig y otros |
| --------------- | ------ | ----------------- | -------------- |
| *a              | a      | ӑ                 | ə              |
| *i              | i      | ə                 | ə              |
| *u              | u      | ə                 | ə              |
| *ā              | a      | a                 | a              |
| *ī              | i      | i                 | i              |
| *ē              | i      | e                 | i              |
| *ū              | u      | u                 | u              |
El tuareg y el ghadamès también tienen el fonema /o/, que parece haberse originado como desarrollo secundario de /u/ mediante armonía vocálica y de *aʔ in ghadamès. Por su parte, Allati reconstruye /a, i, u, e, o/. Alexander Militarev usa sólo tres vocales /a, i, u/ en su léxico reconstruido.
Consonantes
Martin Kossmann reconstruye el siguiente inventario consonántico para el protobereber:
|             |             |             | Labial | Dental | Dental   | Postalveolar/ Palatal | Velar  | Velar   | Uvular | Glotal |
|             |             |             | Labial | simple | faring.  | Postalveolar/ Palatal | simple | labial. | Uvular | Glotal |
| ----------- | ----------- | ----------- | ------ | ------ | -------- | --------------------- | ------ | ------- | ------ | ------ |
| Oclusiva    | Oclusiva    | Sorda       |        | t, tt  |          | ḱ, ḱḱ [c], [cː]       | k, kk  |         | qq     | ʔ      |
| Oclusiva    | Oclusiva    | Sonora      | b, bb  | d, dd  | dˤ, dˤdˤ | ǵ, ǵǵ [ɟ], [ɟː]       | ɡ, ɡg  | ɡgʷ     |        |        |
| Fricativa   | Fricativa   | Sorda       | f, f   | s, s   |          | ʃ, ʃʃ?                |        |         |        |        |
| Fricativa   | Fricativa   | Sonora      | β      | z, zz  | zˤ, zˤzˤ | ʒ?                    | γ      |         |        |        |
| Nasal       | Nasal       | Nasal       | m, mm  | n, nn  |          |                       |        |         |        |        |
| Vibrante    | Vibrante    | Vibrante    |        | r, rr  |          |                       |        |         |        |        |
| Aproximante | Aproximante | Aproximante |        | l, ll  |          | j, jj                 |        |         |        |        |
Como en la mayor parte de lenguas bereberes modernas, la mayor parte de consonantes del protobereber tienen una contrapartida homorgánica tensa que es fonológicamente distintiva, con algunas excepciones como w~ggw, γ~qq. Las consonantes del protobereber designandas como /*ǵ/ y /*g/ se mantinenen como fonemas en diferentes lenguas zenati:
| PB | Tam. | Ghad. | Riff | Chen. |
| -- | ---- | ----- | ---- | ----- |
| *ǵ | g    | ɟ     | ʒ    | ʒ     |
| *g | g    | ɟ     | y    | g     |